# Johann Gramann
Johann Gramann, noto anche con lo pseudonimo di Johannes Poliander (Neustadt an der Aisch, 5 luglio 1487 – Königsberg, 29 aprile 1541), è stato un teologo tedesco.

## Biografia
Gramann nasce a Neustadt an der Aisch, nella Media Franconia. Lavorò come rettore presso la Thomasschule a Lipsia. Poliander era il segretario di Johann Eck nel 1519 al dibattito di Lipsia, dove conobbe Martin Lutero e si unì alla riforma protestante. Poliander divenne pastore della chiesa di Altstadt nel 1525 a Königsberg (Królewiec) (oggi Kaliningrad), capitale del Ducato di Prussia, succedendo a Johannes Amandus. Scrisse poesie laiche e religiose in tedesco e in latino. Fu un forte sostenitore di Alberto, duca di Prussia, per la creazione dell'Università di Königsberg. Donò la sua collezione personale di 1 000 libri al consiglio di Altstadt; questo divenne la base della successiva biblioteca pubblica di Königsberg. Morì a Königsberg

## Inni
L'inno di Gramann "Nun lob, mein Seel, den Herren" è stato impostato da diversi compositori. Johann Sebastian Bach l'ha usato in cantate e preludi d'organo, tra cui Gottlob! nun geht das Jahr zu Ende, BWV 28 per la domenica dopo Natale.